# Сапци
Сапци су насељено место у саставу општине Гарчин у Бродско-посавској жупанији, Република Хрватска.

## Историја
До територијалне реорганизације у Хрватској налазили су се у саставу старе општине Славонски Брод.

## Становништво
На попису становништва 2011. године, Сапци су имали 504 становника.

## Попис1991.
На попису становништва 1991. године, насељено место Сапци је имало 575 становника, следећег националног састава:
| Попис 1991.‍  | Попис 1991.‍  | Попис 1991.‍ | Попис 1991.‍ | Попис 1991.‍ |
| ------------ | ------------ | ----------- | ----------- | ----------- |
|              |              |             |             |             |
| Хрвати       | Хрвати       |             | 565         | 98,26%      |
| Срби         | Срби         |             | 2           | 0,34%       |
| Југословени  | Југословени  |             | 1           | 0,17%       |
| остали       | остали       |             | 1           | 0,17%       |
| неопредељени | неопредељени |             | 1           | 0,17%       |
| непознато    | непознато    |             | 5           | 0,86%       |
| укупно: 575  |              |             |             |             |